# Iselsbergpas
De Iselsbergpas is een 1204 meter hoge bergpas op de grens van de Oostenrijkse deelstaten Tirol en Karinthië. De pas scheidt de Kreuzeckgroep en de Schobergroep van de Hohe Tauern en vormt een verbinding tussen Lienz in Oost-Tirol en het Mölltal in Karinthië.
Reeds in de tijd van de Romeinen liep er over de pas een weg, destijds om de mijnen in het Mölltal te kunnen bereiken.
Arlberg · Bielerhöhe · Brenner · Fern · Flexen · Gerlos · Großglockner · Hahntennjoch · Katschberg · Kühtai · Pfitscherjoch · Plöcken · Radstädter Tauern · Reschen · Seefeld · Sölk · Staller Sattel · Timmelsjoch · Triebener Tauern · Turracherhöhe · Zeinis